# Provincia de Nueva York
La provincia de Nueva York (1664-1783) fue una de las colonias inglesas en América del Norte, originalmente incluía los actuales estados de Nueva York, Nueva Jersey, Delaware, Vermont y las partes interiores de Connecticut, Massachusetts, Maine y el este de Pensilvania. La mayor parte de esta tierra fue reasignada pronto por la Corona, dejando el territorio que incluía los valles de los ríos Hudson, Mohawk y Vermont. El territorio del oeste del estado de Nueva York era tierra iroqués, disputada entre las colonias inglesas y Nueva Francia, Vermont fue disputado con la provincia de New Hampshire.
La provincia resultó de la rendición de la provincia de Nieuw-Nederland por la República de Holanda al Reino de Inglaterra en 1664. Inmediatamente después, la provincia fue renombrada en honor a Jacobo II, duque de York, hermano de Carlos II de Inglaterra. El territorio fue una de las colonias centrales y era gobernada en un principio directamente desde Inglaterra.
El Congreso Provincial de Representantes Locales de Nueva York se declaró como gobierno el 22 de mayo de 1775, primero referido al "Estado de Nueva York" en 1776, y ratificado por la Constitución del Estado de Nueva York en 1777. Aunque los británicos recuperaron la ciudad de Nueva York durante la Guerra de Independencia para usarla como base militar y política en las operaciones en América del Norte, y un gobernador británico estaba técnicamente en el cargo, gran parte del resto de la antigua colonia estaba en poder de los patriotas. Las reclamaciones británicas en Nueva York terminaron con el Tratado de París de 1783.

## Historia
En 1617, los funcionarios de la Compañía Neerlandesa de las Indias Occidentales en Nueva Holanda crearon un asentamiento en la actual Albany, y en 1624 fundaron Nueva Ámsterdam, en la isla de Manhattan. Nueva Ámsterdam se rindió al coronel Richard Nicholls el 27 de agosto de 1664; y este le cambió el nombre a Nueva York. El 24 de septiembre, Sir George Carteret aceptó la capitulación de la guarnición en Fort Orange, a la que llamó Albany, después de otro de los títulos del duque de York. La captura fue confirmada por el Tratado de Breda en julio de 1667.
Al facilitar la transición al dominio británico, los Artículos de Capitulación garantizaban ciertos derechos a los neerlandeses; entre ellos se encuentran: la libertad de conciencia en el culto divino y la disciplina de la iglesia, la continuación de sus propias costumbres con respecto a las herencias y la aplicación de la ley holandesa a los acuerdos y contratos realizados antes de la capitulación.

### Gobierno propietario (1664-1685)
En 1664, Jacobo, duque de York recibió una colonia propietaria que incluía Nueva Holanda y la actual Maine. La reclamación de Nueva Holanda incluía partes occidentales de la actual Massachusetts (hasta cierto punto, dependiendo de si la referencia era la reclamación de los Estados Generales de todas las tierras tan al este como la Bahía de Narragansett o el Tratado de Hartford, negociado por las colonias inglesas y neerlandesas en 1650, pero no reconocido por los gobiernos neerlandeses o ingleses, lo que puso a la nueva provincia en conflicto con la Carta de Massachusetts). En términos generales, el estatuto fue equivalente a una transmisión de tierras que le confiere el derecho de posesión, control y gobierno, sujeto únicamente a la limitación de que el gobierno debe ser compatible con las leyes de Inglaterra. El duque de York nunca visitó su colonia y ejerció poco control directo sobre ella. Él eligió administrarla a través de gobernadores, consejos y otros oficiales nombrados por él mismo. No se hizo provisión para una asamblea elegida.
También en 1664, el duque de York le cedió parte de sus nuevas posesiones entre el río Hudson y el río Delaware a Sir George Carteret a cambio de la liquidación de una deuda. El territorio lleva el nombre de la isla de Jersey, hogar ancestral de la familia Carteret. La otra sección de Nueva Jersey fue vendida a Lord Berkeley de Stratton, quien era un amigo cercano del Duque. Como resultado, Carteret y Berkeley se convirtieron en los dos lores propietarios de Nueva Jersey. La provincia de Nueva Jersey fue fundada, pero las fronteras no fueron formalmente establecidas hasta 1765. En 1667, los territorios entre el río Byram y el río Connecticut fueron divididos para convertirse en la mitad occidental de Connecticut.
El primer gobernador Richard Nicolls fue conocido por redactar "Las leyes del Duque", que fueron la primera compilación de leyes inglesas en la Nueva York colonial. Nicholls regresó a Inglaterra después de una administración de tres años, gran parte de los cuales se tomaron para confirmar las antiguas concesiones de tierras neerlandesas. A continuación, Francis Lovelace fue nombrado gobernador y ocupó el cargo desde mayo de 1667 hasta el regreso de los neerlandeses en julio de 1673. Una flota holandesa recapturó Nueva York y la mantuvo hasta que el Tratado de Westminster la intercambió con los ingleses. Una segunda carta fue obtenida por el duque de York en julio de 1674 para perfeccionar su título.
Tras la conclusión de la paz en 1674, el duque de York designó a sir Edmund Andros como gobernador de sus territorios en América. El gobernador Edmund Andros en 1674 asevero: "Permitir que todas las personas de cualquier religión habiten tranquilamente dentro de los precintos de su jurisdicción"  No obstante, hizo que los Cuáqueros de Jersey Occidental pagaran peaje en el Delaware, pero se aplicaron a Inglaterra y fueron corregidos. Fue seguido por el Coronel Thomas Dongan en 1682. Dongan fue facultado, por consejo de William Penn, para convocar a "... una asamblea general de todos los titulares, por tales personas que deberían elegir representar a ellos para consultarles usted y dicho consejo, qué leyes son apropiadas y necesarias para ser hechas ... "
Se creó una Asamblea colonial en octubre de 1683. Nueva York fue la última de las colonias inglesas en tener una asamblea. La asamblea aprobó la constitución de la Provincia de Nueva York el 30 de octubre, la primera de su tipo en las colonias. Esta constitución otorgó a los neoyorquinos más derechos que cualquier otro grupo de colonos, incluida la protección de impuestos sin representación. El 1 de noviembre de 1683, el gobierno se reorganizó y el estado se dividió en doce condados, cada uno de los cuales se subdividió en ciudades. Diez de esos condados aún existen, pero dos (Cornwall y Dukes) estaban en territorio comprado por el Duque de York al Conde de Stirling, y ya no están dentro del territorio del Estado de Nueva York, después de haber sido transferidos por tratado a Massachusetts. Si bien el número de condados se ha aumentado a 62, el patrón sigue siendo que una ciudad en el estado de Nueva York es una subdivisión de un condado, similar a Nueva Inglaterra.
Un acto de la asamblea en 1683 naturalizó a todos aquellos de naciones extranjeras en la colonia que profesaba el cristianismo. Para alentar la inmigración, también se estipula que los extranjeros que profesan el cristianismo pueden, después de su llegada, naturalizarse si prestan el juramento de lealtad que se requiere.
Las leyes del duque establecieron una iglesia estatal sin denominación.
Los británicos reemplazaron a los neerlandeses en su alianza con los iroqueses contra Nueva Francia, con un acuerdo llamado la Cadena del Pacto.

### Provincia real (1686–1775)
En 1664, después de que los neerlandeses cedieron Nueva Holanda a Inglaterra, se convirtió en una colonia propietaria bajo Jacobo, duque de York. Cuando Jacobo ascendió al trono en febrero de 1685 y se convirtió en el rey Jacobo II, su propia colonia se convirtió en una provincia real.
En mayo de 1688 la provincia se convirtió en parte del Dominio de Nueva Inglaterra. Sin embargo, en abril de 1689, cuando llegaron noticias de que el rey Jacobo había sido derrocado por la Revolución Gloriosa, los bostonianos derrocaron a su gobierno y encarcelaron al gobernador del Dominio Edmund Andros. La provincia de Nueva York se rebeló en mayo en lo que se conoce como la Rebelión de Leisler. La guerra del rey Guillermo con Francia comenzó el mismo año 1688. En julio, Nueva York participó en un ataque a Montreal y Quebec. Un nuevo gobernador, Henry Sloughter, llegó en marzo de 1691. Hizo arrestar, juzgar y ejecutar a Jacob Leisler.
La carta de Nueva York se volvió a promulgar en 1691 y fue la constitución de la provincia hasta la creación del Estado de Nueva York.
El primer periódico apareció semanalmente en 1725.
Durante la Guerra de la Reina Ana con Francia desde 1702 a 1713, la provincia tuvo poca participación en las operaciones militares, pero se benefició de ser un proveedor de la flota británica. La milicia de Nueva York participó en dos ataques contra Quebec en 1709 y 1711.

### Esclavos negros
En la década de 1690, la ciudad de Nueva York era la mayor importadora de esclavos y un puerto de suministro para piratas. La población negra se convirtió en un elemento importante en la ciudad y en las grandes granjas del norte del estado.
Nueva York vendió estos esclavos utilizando mercados de esclavos, dando esclavos al mejor postor en una subasta.
Con sus envíos y comercios, Nueva York tuvo uso para africanos calificados como artesanos y sirvientes domésticos. Dos revueltas notables de esclavos ocurrieron en la ciudad de Nueva York en 1712 y 1741.
El número de esclavos importados a Nueva York aumentó dramáticamente desde 1720 hasta 1740. En el siglo XVII, establecieron el cementerio africano en el Bajo Manhattan, que se utilizó hasta 1812. Fue descubierto casi dos siglos después durante la excavación antes de la construcción del Edificio Federal Ted Weiss en 290 Broadway. Los historiadores estimaron que 15,000-20,000 africanos y afroamericanos habían sido enterrados en los aproximadamente 8 acres que rodean allí. Debido al hallazgo extraordinario, el gobierno encargó un monumento en el sitio, donde el Servicio de Parques Nacionales tiene un centro de interpretación. Ha sido designado Monumento Histórico Nacional y Monumento Nacional. La excavación y el estudio de los restos han sido descritos como el "proyecto arqueológico urbano histórico más importante realizado en los Estados Unidos".

### Neerlandeses
Cuando los británicos se hicieron cargo, la gran mayoría de las familias neerlandesas permanecieron, con la excepción de los funcionarios del gobierno y los soldados. Sin embargo, los recién llegados neerlandeses fueron muy pocos. Si bien los Países Bajos eran un país pequeño, el Imperio neerlandés era bastante grande, lo que significaba que los emigrantes que abandonaban la madre patria tenían una amplia variedad de opciones de asentamiento. Las principales ciudades neerlandesas eran centros de alta cultura, pero enviaron pocos inmigrantes. La mayoría de los recién llegados en el siglo XVII habían sido agricultores de aldeas remotas que al llegar a Nueva Holanda se dispersaron en aldeas muy separadas que tenían poco contacto cruzado entre sí. Incluso dentro de un asentamiento, diferentes grupos neerlandeses tuvieron una interacción mínima. Con muy pocos recién llegados, el resultado fue un sistema cada vez más tradicional separado de las fuerzas de cambio. La gente mantuvo su cultura popular, girando en torno a su idioma y su religión calvinista. Los neerlandeses trajeron su propio folklore, el más famoso Sinterklaas (la fundación de los tiempos modernos de Papá Noel). Mantuvieron su vestimenta distintiva y sus preferencias alimentarias. Introdujeron algunos alimentos nuevos en Estados Unidos, como remolacha, escarola, espinacas, perejil y galletas. Después de la conquista británica, las familias neerlandesas ricas en Albany y Nueva York emularon a la élite inglesa. Compraron muebles ingleses, platería, cristal y joyas. Estaban orgullosos del idioma neerlandés, que se reforzó fuertemente a través de la iglesia, pero fueron mucho más lentos que los Yankees en la creación de escuelas para sus hijos. Finalmente establecieron Queens College (ahora Rutgers University) en Nueva Jersey. No publicaron periódicos, y no publicaron libros y solo un puñado de tratados religiosos anualmente.

### Alemanes
Cerca de 2.800 emigrantes palatinos alemanes fueron transportados a Nueva York por el gobierno de la reina Ana en diez barcos en 1710, el grupo más grande de inmigrantes antes de la Guerra Revolucionaria. En comparación, Manhattan tenía solo 6,000 personas. Inicialmente, los alemanes fueron empleados en la producción de almacenes navales y alquitrán a lo largo del río Hudson cerca de Peekskill. En 1723 se les permitió establecerse en el valle central de Mohawk al oeste de Schenectady como amortiguador contra los nativos americanos y los franceses. También se establecieron en áreas como Schoharie y Cherry Valley. Muchos se convirtieron en arrendatarios o ocupantes ilegales. Se mantuvieron solos, se casaron, hablaban alemán, asistían a iglesias luteranas y conservaban sus propias costumbres y alimentos. Destacaron la propiedad de la granja. Algunos dominaban el inglés para familiarizarse con las oportunidades legales y comerciales locales.